# 郭心心

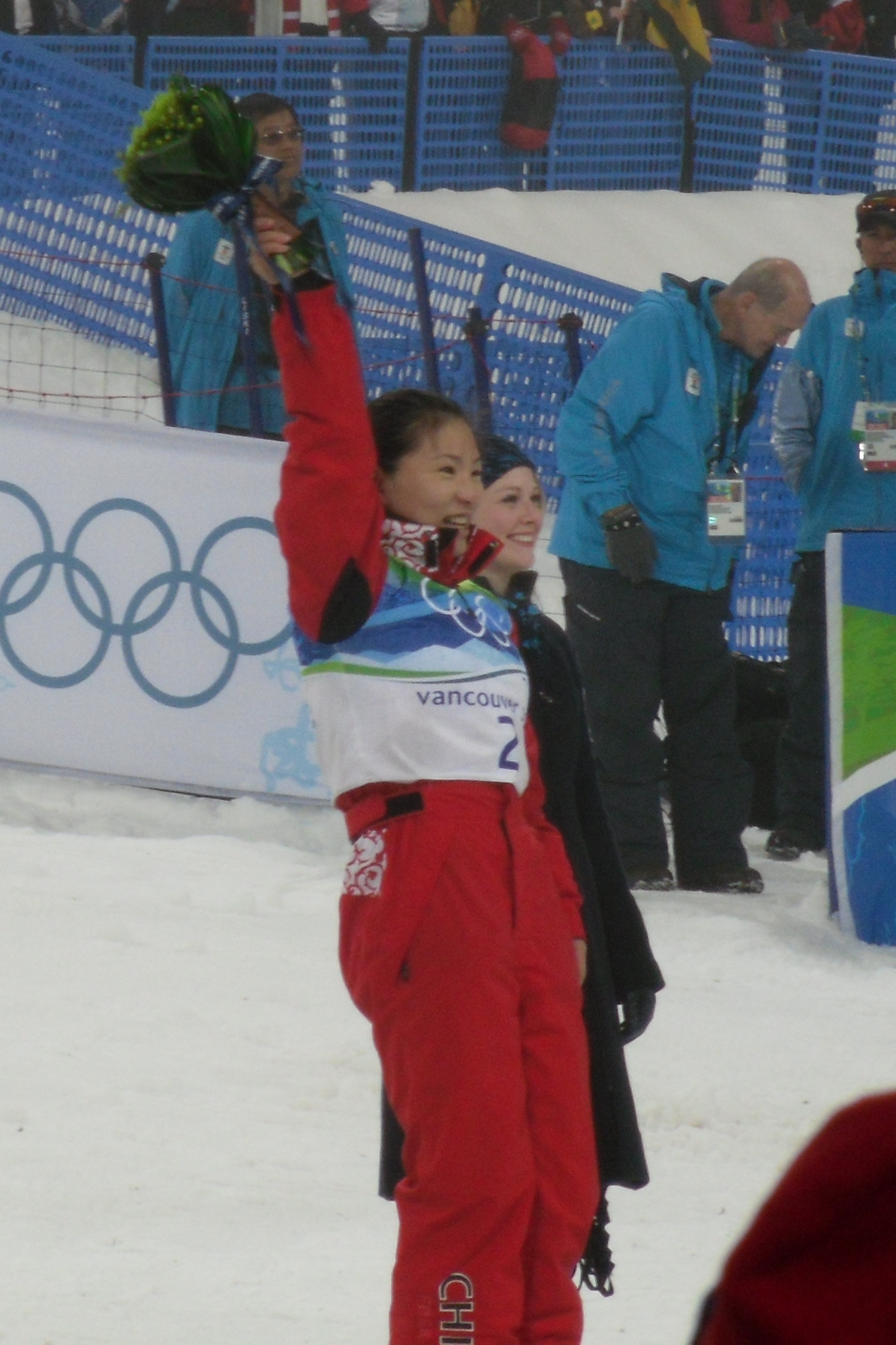
郭心心 (2010)

郭心心（1983年8月2日—），辽宁沈阳人，中國女子自由式滑雪運動員。她曾参与2002年冬季奥运会和2006年冬季奥运会，2010年冬季奥运会女子自由式滑雪中获得铜牌。